# Neoarius berneyi
Neoarius berneyi là tên của một loài cá da trơn sống trong môi trường nước ngọt và cả nước biển, chúng thường được nuôi trong bể cá. Nguồn gốc của cái tên Neoarius berneyi thì xuất phát từ tiếng Hy Lạp. Tên chi Neoarius thì từ neos có nghĩa là mới và từ arios, có nghĩa là chiến tranh hoặc thù địch, nguyên nhân là do cái gai của nó. Còn tên loài là berneyi thì do nhà nghiên cứu F.L.Berney đặt.
Neoarius berneyi được tìm thấy xung quanh khu vực bờ biển Nam Thái Bình Dương của phía bắc nước Úc và New Guinea. Loài này cũng sinh sống ở các sông suối ven biển của vịnh Carpentaria, xa về phía tây là hệ thống sông Mary.
Neoarius berneyi tương tự như Neoarius graeffei, nhưng mắt nhỏ hơn và vây lưng cao hơn. Kích thước trung bình của loài cá này là 380 mm (15 in) và trọng lượng trung bình là 500 g (18 oz). Tuy nhiên, những loài thuộc chi Neoarius có thể có độ dài lên đến 91,4 cm (36 in). Chính vì thế chúng còn có biệt danh là "shark cat" (tạm dịch: cá mập mèo).
Neoarius berneyi sống trong các dòng sông và ven biển vì thích vùng nước có dòng chảy chậm. Chúng thường được tìm thấy ở những khu vực nước đục. Vì là loài ăn tạp nên thức ăn của loài cá N. berneyi là các loại động vật giáp xác sống ở đáy, ấu trùng côn trùng, thực vật thủy sinh, mạnh vụn, xác bã hữu cơ và chuột.